# Windows Live Messenger
Windows Live Messenger (zkráceně WLM) byl klient pro instant messaging od společnosti Microsoft, který byl k dispozici pro Windows XP, Windows Vista a Windows Mobile, jehož podpora skončila 8. dubna 2013. Byl součástí on-line služeb platformy Windows Live (dříve pod názvem MSN) a byl k dispozici zdarma v licenci freeware.
Velkou výhodou tohoto klienta byla synchronizace s Microsoft Outlook a plná integrace v systému Windows. Dále také umožňoval komunikaci prostřednictvím textových zpráv, video přenosů, chat, sdílení fotek, sdílení plochy a přenosu hlasu. Samozřejmostí byli smajlíci. Specialitou bylo tzv. šťouchnutí (způsobí zatřesení uživatelova okna) a mrknutí (animace v okně pro posílání zpráv). Komunikovat šlo i s uživateli Yahoo! Messenger, který používá 25 milionů uživatelů.
Windows Live Messenger je často zaměňován s Windows Messenger, což je však stará a již nevyvíjená verze tohoto produktu, též od společnosti Microsoft.
Windows Live Messenger používalo aktivně 291 milionů uživatelů po celém světě (2008). Celkový počet registrovaných uživatelů byl 452 milionů (2008).

## Další programy podporující protokol WLM
Další programy podporující protokol WLM (jejich používání je v rozporu s podmínkami použití):
- Miranda IM
- Trillian
- Meebo
- servery pro IM protokol Jabber mohou mít nainstalován tzv. transport, umožňující jejich uživatelům komunikovat s uživateli WLM
- IM+ Mobile Instant Messenger pro PDA zařízení

## Sloučení WLM se Skype
V květnu 2011 Microsoft zakoupil za 8,5 miliardy dolarů společnost Skype Communications. Rozhodl se tedy sloučit WLM se Skype. Uživatelům WLM bylo doporučeno začít používat aplikaci Skype. Uživatelům při přechodu na Skype budou zachovány kontakty ze WLM.